# Agrafinówka
Agrafinówka is een dorp in de Poolse Woiwodschap Podlachië, in het District Powiat Suwalski. De plaats maakt deel uit van de landgemeente Filipów en telt 80 inwoners.
Zij ligt 10 kilometer ten zuidoosten van Filipów, 14 kilometer ten noordwesten van Suwalki en 118 kilometer ten noorden van Bialystok.